# مالكوم جلادويل
مالكوم جلادويل (بالإنجليزية: Malcolm Gladwell) (من مواليد 3 سبتمبر 1963) هو صحفي إنجليزي-كندي ومؤلف لست كتب تصدرت جميعها قائمة نيويورك تايمز للكتب الأكثر مبيعا وهي نقطة التحول و«في لمح البصر» والمتميزون - قصة نجاح و«ماذا رأى الكلب: ومغامرات أخرى» و«داوود وجالوت» و«التحدث إلى الغرباء». إضافة إلى أنه واحد من فريق كتاب مجلة «ذانيويوركر» وكان قبل ذلك مراسلا للعلوم والأعمال في صحيفة «واشنطن بوست». كتب جلادويل ومقالاته غالبا ما تتحدث عن التدخلات غير المتوقعة للبحوث العلمية لا سيما في مجالات علم الاجتماع، علم النفس، وعلم النفس الاجتماعي.

## أعماله
- نقطة التحول، ليتل براون، بوسطن، 2000
  - ترجمة: الدار العربية للعلوم ناشرون، بيروت، 2006
  - ترجمة: مكتبة جرير، 2015
- في لمح البصر، ليتل براون، نيويورك، 2005
  - التفكير اللماح في طرفة عين، ترجمة: عمر الأيوبي، الدار العربية للعلوم ناشرون، 2006
  - طرفة عين: قوة التفكير بدون تفكير، ترجمة: مكتبة جرير، 2006
- المتميزون - قصة نجاح، ليتل براون وشركاه، نيويورك، 2008
  - ترجمة: مكتبة جرير، 2011
- ماذا رأى الكلب: ومغامرات أخرى، ليتل براون وشركاه، نيويورك، 2009
- داوود وجالوت، ليتل براون وشركاه، نيويورك، 2013
- التحدث إلى الغرباء، ليتل براون وشركاه، نيويورك، 2019
  - ترجمة: غيلدا العساف، الدار العربية للعلوم ناشرون، 2019
- مافيا قاذفات القنابل، ليتل براون وشركاه، نيويورك، 2021
  - ترجمة: إسماعيل كاظم، الدار العربية للعلوم ناشرون، بيروت، 2021

## وصلات خارجية
- مالكوم جلادويل على موقع IMDb (الإنجليزية)
- مالكوم جلادويل على موقع الموسوعة البريطانية (الإنجليزية)
- مالكوم جلادويل على موقع مونزينجر (الألمانية)
- مالكوم جلادويل على موقع ميوزك برينز (الإنجليزية)
- مالكوم جلادويل على موقع إن إن دي بي (الإنجليزية)
- مالكوم جلادويل على موقع ديسكوغز (الإنجليزية)
- مالكوم جلادويل على موقع قاعدة بيانات الفيلم (الإنجليزية)

موقعه الإلكتروني